# 김성관 (범죄인)
김성관(1984년 ~ )은 대한민국 용인 일가족 살인 사건의 범인이다. 재가한 어머니의 일가족을 살해하고 계좌에서 돈을 빼낸 혐의로 구속기소되었다.

## 용인 일가족 살인 사건
김성관은 2017년 10월 21일 경기도 용인시 처인구의 아파트에서 어머니(당시 55세)와 이부 남동생(당시 14세)을 흉기로 살해하고, 같은 날 오후 8시쯤 강원도 평창군의 도로 졸음쉼터에서 새아버지(당시 57세)를 살해 및 유기하였다. 범행 당일 어머니의 계좌에서 1억 9천여만원을 빼낸 김성관은 범행 이틀 뒤 아내(32세)와 2세, 7개월 된 두 딸을 데리고 뉴질랜드로 도피했지만, 2년여 전 뉴질랜드에서 저지른 절도 사건 피의자로 현지 당국에 붙잡혔다.

## 뉴질랜드 절도 사건
2년 전 뉴질랜드에서 저지른 절도 사건 피의자로 2017년 징역 2개월을 선고받고 형량을 모두 복역하였다. 2017년 11월 1일 뉴질랜드 법원이 김성관에 대한 한국정부의 긴급 범인 인도 구속 청구를 받아들여 김성관에 대한 임시 구속영장을 승인했다.

## 수사
2018년 1월 11일 뉴질랜드에서 대한민국으로 강제송환되었다. 김성관은 경찰 조사에서 "말다툼 중 우발적으로 범행했고, 아내는 (범행에) 가담하지 않았다"고 주장했다. 그러나 경찰은 김성관이 사전에 인터넷으로 범행 관련 수법을 검색하고, 아내를 상대로 목조르기 연습을 한 사실에 비춰 김씨가 아내와 공모해 계획적으로 범행한 것으로 보고 있다.
2018년 1월 12일 경찰은 김성관에 대해 존속살해보다 법정 형량이 무거운 강도살인 혐의를 적용해 구속영장을 신청했다. 경기남부지방경찰청은 나원오 형사과장을 위원장으로 한 신상공개결정위원회를 열어 김성관의 얼굴과 실명을 공개하기로 결정하였다.
2018년 1월 13일 수원지방법원 조영은 영장전담 판사는 구속 전 피의자심문(영장실질심사)을 열고 김성관에 대한 구속영장을 발부했다. 조 판사는 “증거인멸 및 도주 우려가 있다”고 영장 발부 사유를 밝혔다. 김성관은 실질심사에서 경찰이 작성한 범죄 사실을 인정하였다.
2018년 1월 14일 김성관의 자백은 태블릿 PC가 결정적 역할을 했다. 김의 아내가 귀국 당시 "남편이 사용했던 것"이라며 가지고 있던 것이다. 이 태블릿 PC의 검색 내역에는 '찌르는 방법', '경동맥 깊이', '망치', '범죄인 인도 조약' 등 범행 방법이나 해외 도피와 관련된 내용을 검색한 흔적이 있었다. 경찰이 이를 근거로 압박하자 김은 자신의 범행을 모두 털어놨다.
2018년 1월 15일 현장검증이 주민들의 격한 반응으로 어수선한 분위기 속에서 2시간여 동안 진행됐다.
2018년 1월 16일 재산을 목적으로 친모 일가족을 살해한 혐의로 구속된 김성관에 대한 2차 현장검증이 오전부터 강원 평창군 국도 졸음쉼터와 횡성군 콘도 일대에서 범행 현장에서 진행되었다.
2018년 4월 30일 수원지방법원 형사12부 심리로 열린 결심공판에서 김성관과 그의 아내에 대해 검찰이 각각 사형과 징역 20년을 구형했다.

## 판결
2018년 5월 24일 1심에서 수원지방법원 형사12부는 살인 혐의로 기소된 김성관에게 무기징역을 선고했다. 김성관과 범행을 공모한 혐의로 함께 재판에 넘겨진 김성관의 아내는 징역 8년을 선고받았다.

## 같이 보기
- 박한상